# دستش‌ده (فوتبال آمریکایی)

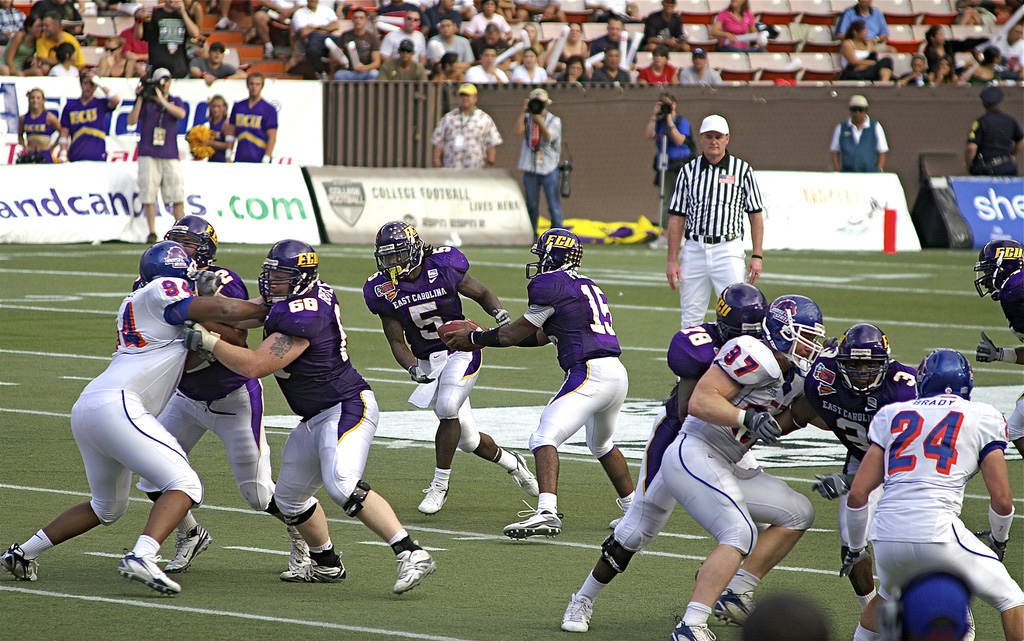
رانینگ بک کریس جانسون از پایریتس کارولینای شرقی (شماره ۵) دریافت دستش‌دِه و با هجوم به توپ در سال ۲۰۰۷ هاوایی بول

در فوتبال آمریکا، دستش‌دِه عملی است که توپ را مستقیماً از یک بازیکن به بازیکن دیگر، بدون اینکه توپ از دست بازیکن اول خارج شود، می‌دهد. بیشتر بازی‌های هجومی با دستش‌دِه از کنار توپ پران به رانینگ بک دیگر شروع می‌شود. بزرگترین ریسک با هرگونه دستش‌دِه، احتمال فامبل شدن (افتادن توپ از دست بازیکن) در تبادل توپ است. دستش‌دِه در هر جهتی ممکن است اتفاق بیفتد. گاهی مواقع در فوتبال همسایی «کلید» نامیده می‌شود. به تناوب هِجّی بدون پیوستن چند کلمه به یکدیگر می‌شود؛ یعنی «دستش‌دِه».